# Emmanuel Mounier
Emmanuel Mounier (Grenoble, 1905 - París, 1950) fou un filòsof francès. Havia estudiat filosofia, però renuncià el doctorat per dedicar-se activament a la política. Era catòlic fervent, i cercà les bases d'una revolució alhora econòmica i moral: el personalisme. Aquest, doctrina o corrent filosòfic, és un moviment que no rebutja cap aportació útil per a separar el cristianisme del desordre establert, però sí que rebutja els totalitarismes del feixisme i de l'estalinisme.
El 1932 fundà la revista Esprit, i fugí de situar el moviment com una «tercera força» centrista o demòcrata-liberal al costat de Robert Aron, Alexandre Marc o Denis de Rougemont. Es va interessar inicialment per determinades orientacions de la política del règim de Vichy, apartant-se'n posteriorment per acabar entrant en contacte amb el moviment Combat, de la resistència francesa. Va ser detingut i alliberat després d'una vaga de fam. Després de la Segona Guerra Mundial continuà la tasca i la revista amb joves filòsofs com Étienne Borne, Jean Lacroix, Gabriel Madinier, Joseph Vialatoux i altres. El seu pensament influí en Alfons Carles Comín i Ros i en els texts del Concili Vaticà II.

## Obres
- Révolution personnaliste et communautaire (1934)
- Qu'est-ce que le personnalisme? (1947)
- Feu la chrétienté (1950)
- Le Personnalisme (1950)